# Athripsodes hickini
Athripsodes hickini là một loài Trichoptera trong họ Leptoceridae. Chúng phân bố ở vùng nhiệt đới châu Phi.